# رپنویه
رپنویه (انگلیسی: Repnoye) یک شهرک در بخش بلگورودسکی استان بلگورود کشور روسیه است.